# Aston Martin DB11
L'Aston Martin DB11 est une automobile Grand Tourisme Coupé et Cabriolet 2+2 du constructeur automobile britannique Aston Martin. Elle est présentée au salon international de l'automobile de Genève 2016 dans sa version coupé et en octobre 2017 pour la version Volante (cabriolet).

## Présentation
La DB11 succède à la DB9 restée 13 ans au catalogue d'Aston Martin. Il s'agit de la première nouveauté d'un plan de la marque visant à sortir un modèle tous les 9 mois d'ici 2021. Cette GT met également fin à une longue période sans nouveauté majeure pour le label sportif.
Elle est révélée le 1er mars 2016 lors du salon international de l'automobile de Genève 2016. Elle est produite dans l'usine de la marque à partir de septembre 2016, à Gaydon (Angleterre). Sa commercialisation débute au dernier trimestre 2016.
En février 2022, Lawrence Stroll, propriétaire d'Aston Martin, annonce une profonde mise à jour de sa gamme de coupés en 2023. Ce sera l'occasion de moderniser le système d'info-divertissement et de faire évoluer le châssis ainsi que les motorisations. En outre, la suspension à l'avant sera revue.

## Design

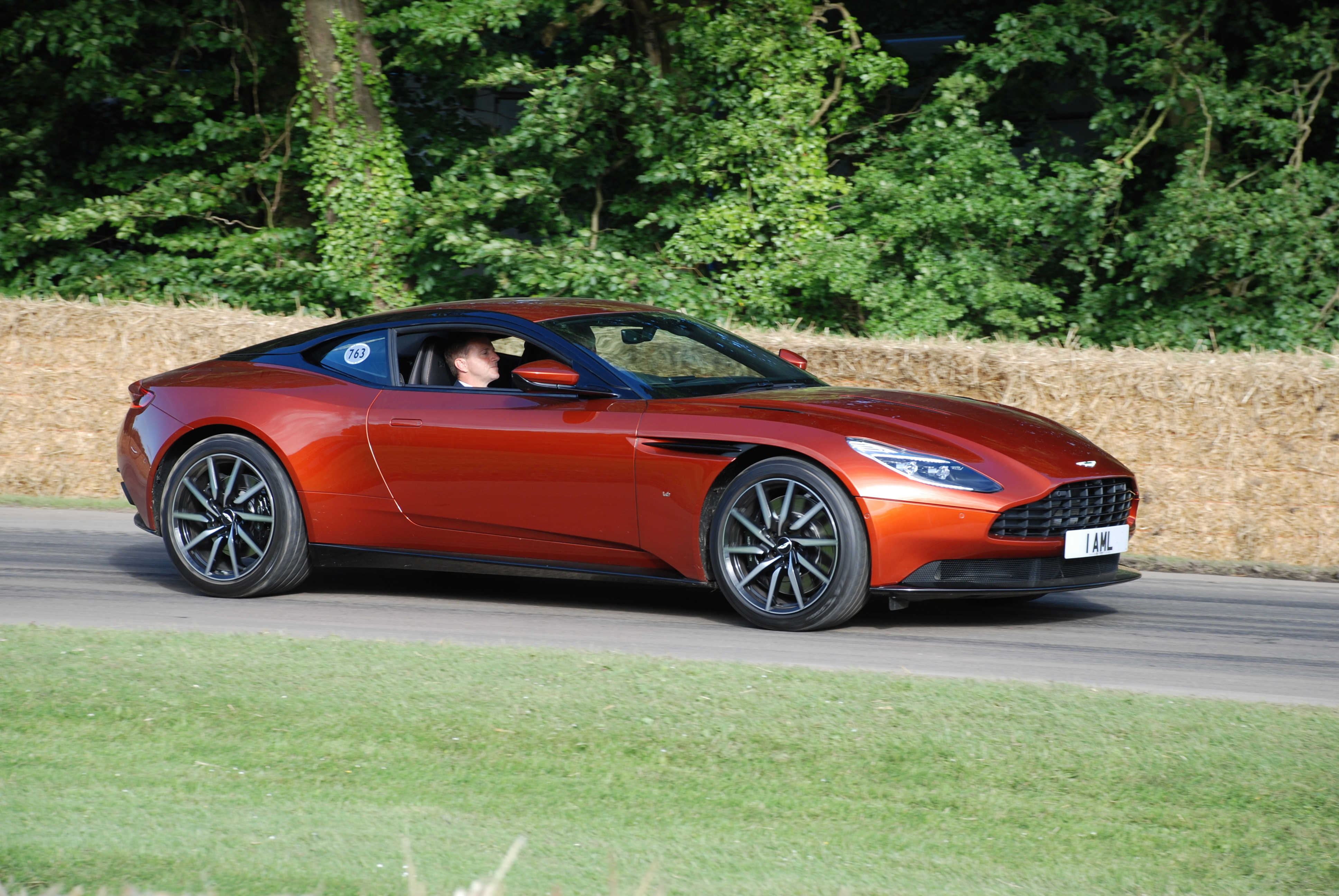
Aston Martin DB11 au festival de vitesse de Goodwood 2016.

Le style extérieur de la DB11 s'inspire du concept car DBX et de la supercar One-77, ainsi que de la DB10 (réservée à James Bond dans le film 007 Spectre). Les jantes 20 pouces à 10 branches sont par exemple issues de cette dernière.
Le style de la DB11 reste typique de la marque grâce à la calandre traditionnelle et à la fluidité des lignes. Elle se veut cependant plus agressive que sa devancière.

### Personnalisation
Les arches de toit sont disponibles en 3 couleurs tandis qu'il existe 54 coloris pour la carrosserie. Le client choisit également la couleur du toit, des jantes et des étriers de frein.

### Planche de bord

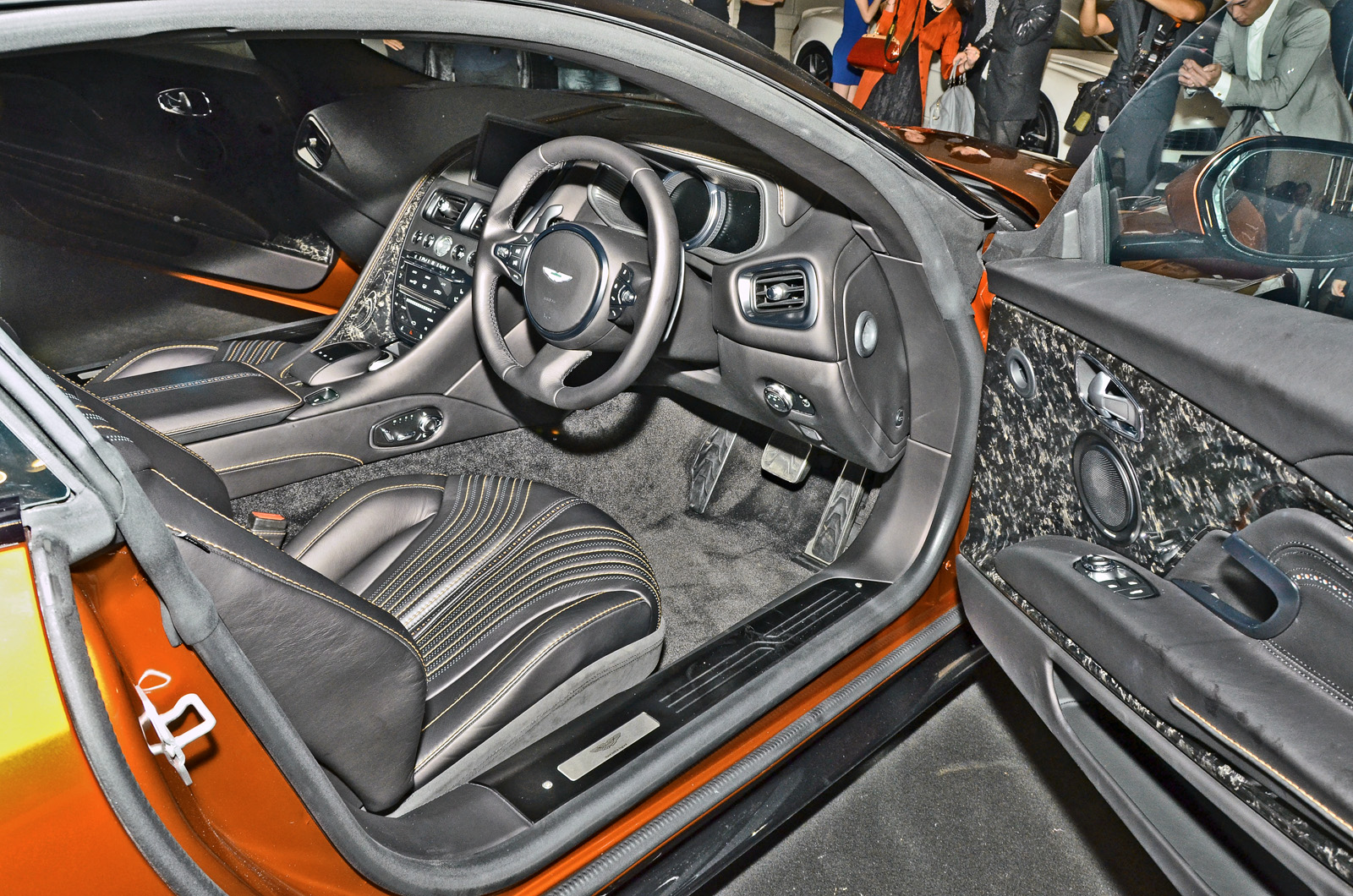
Intérieur d'une Aston Martin DB11 de pré-série.

La DB11 profite d'un cockpit totalement renouvelé par rapport à la DB9 : la console centrale a été débarrassée de nombreux boutons, dont les fonctions ont été transférées sur l'écran 8 pouces.
Aston Martin a travaillé avec Daimler (possesseur de 5 % de la marque anglaise) pour la réalisation de la planche de bord de la DB11. Les écrans présents proviennent du groupe allemand : un premier écran couleur HD de 12 pouces remplace les compte-tours, un second de 8 pouces, commandé par une molette, surplombe la console centrale. Le système audio est lui signé Bang & Olufsen.
Ce partenariat permet aussi à la voiture de disposer d'aides au stationnement (stationnement automatique, caméra 360°).

### Personnalisation de l'habitacle
La marque propose un grand choix pour la personnalisation de l'habitacle : le site officiel propose 5 environnements, 32 couleurs de cuirs, choix de la couleur des surpiqûres, de celle de la console centrale, d'Alcantara pour le plafonnier ou le volant, soit un grand de nombre de possibilités pour les clients. Il y a aussi le programme de personnalisation Q by Aston Martin

## Carrosseries

### Coupé
À son lancement, la DB11 n'est disponible qu'en coupé 2+2, ce qui signifie que la voiture dispose de 2 portes et de 2 places à l'avant, et de 2 places étroites à l'arrière. Ces dernières sont équipées de fixations Isofix, qui permettent d'attacher un siège enfant.

### Cabriolet
En septembre 2016, Aston Martin publie trois photos d'un prototype de DB11 Volante équipé d'une capote en toile. La marque annonce que la commercialisation officielle de cette version cabriolet se déroulera au printemps 2018.
Le 12 octobre 2017, Aston Martin présente la version cabriolet de son coupé, la DB11 Volante qui sera commercialisée début 2018 uniquement avec le V8 4.0 biturbo de 510 ch et 675 N m de couple fourni par Mercedes-AMG, le V12 5.2 litres étant réservé au coupé, et accouplé à une boîte automatique huit rapports. Elle reçoit une capote en toile composée de huit couches qui s'ouvre en 14 secondes et jusqu'à 50 km/h.
La DB11 Volante pèse 1 870 kg soit 115 kg de plus que le coupé. Aston Martin annonce un 0 à 100 km/h en 4,1 secondes et une vitesse maximale de 300 km/h.

Aston Martin DB11 Volante
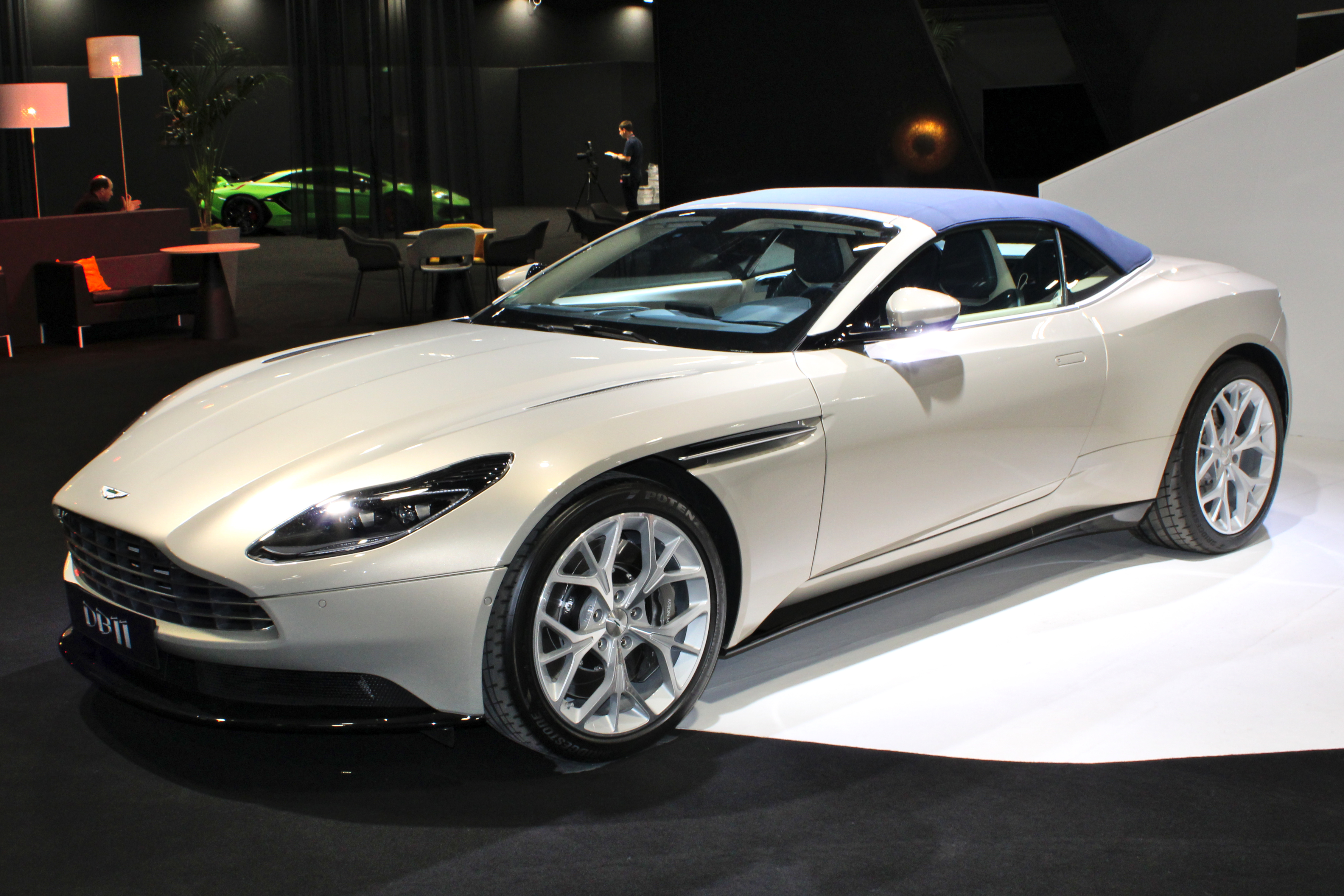
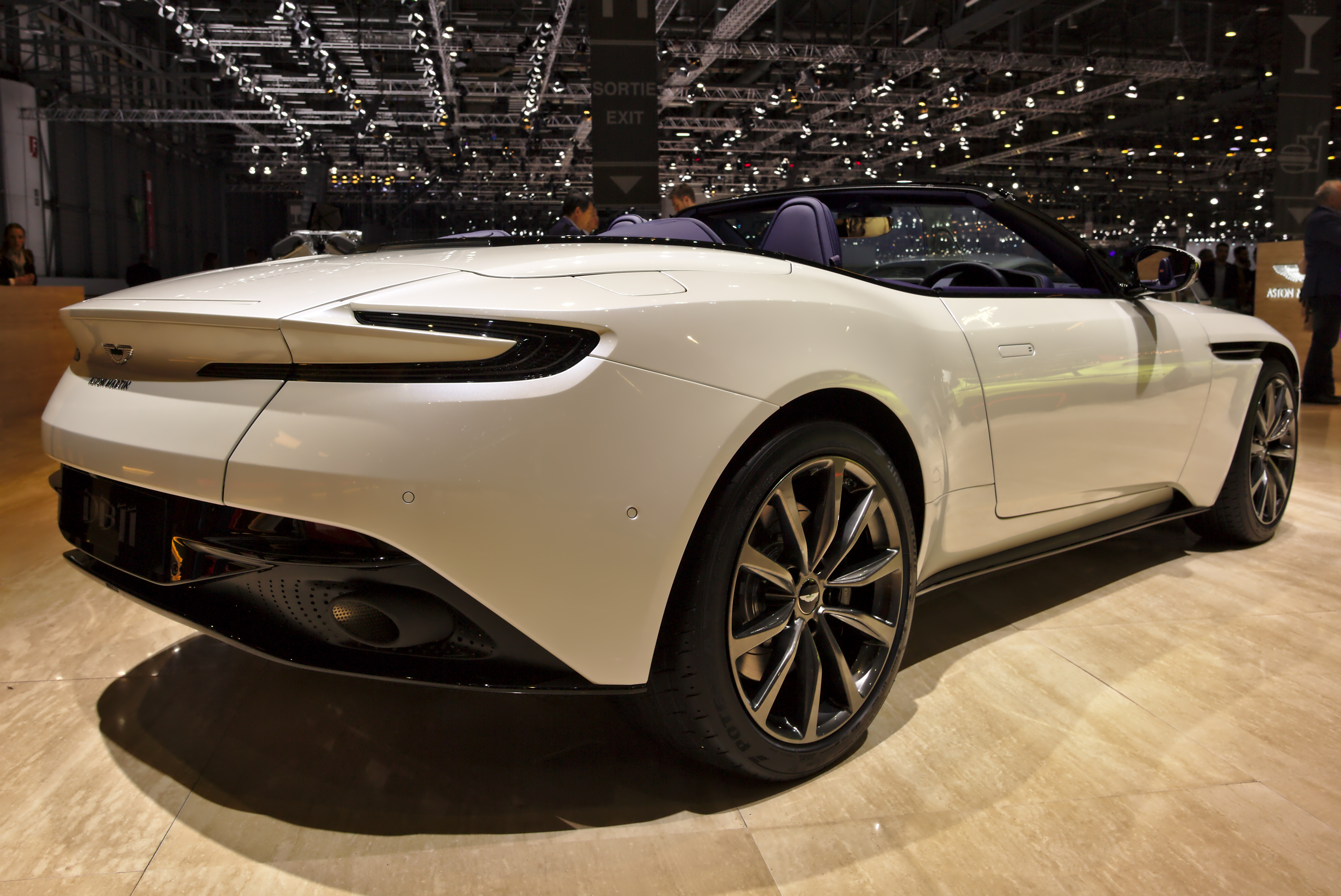

## Caractéristiques techniques

### Moteurs

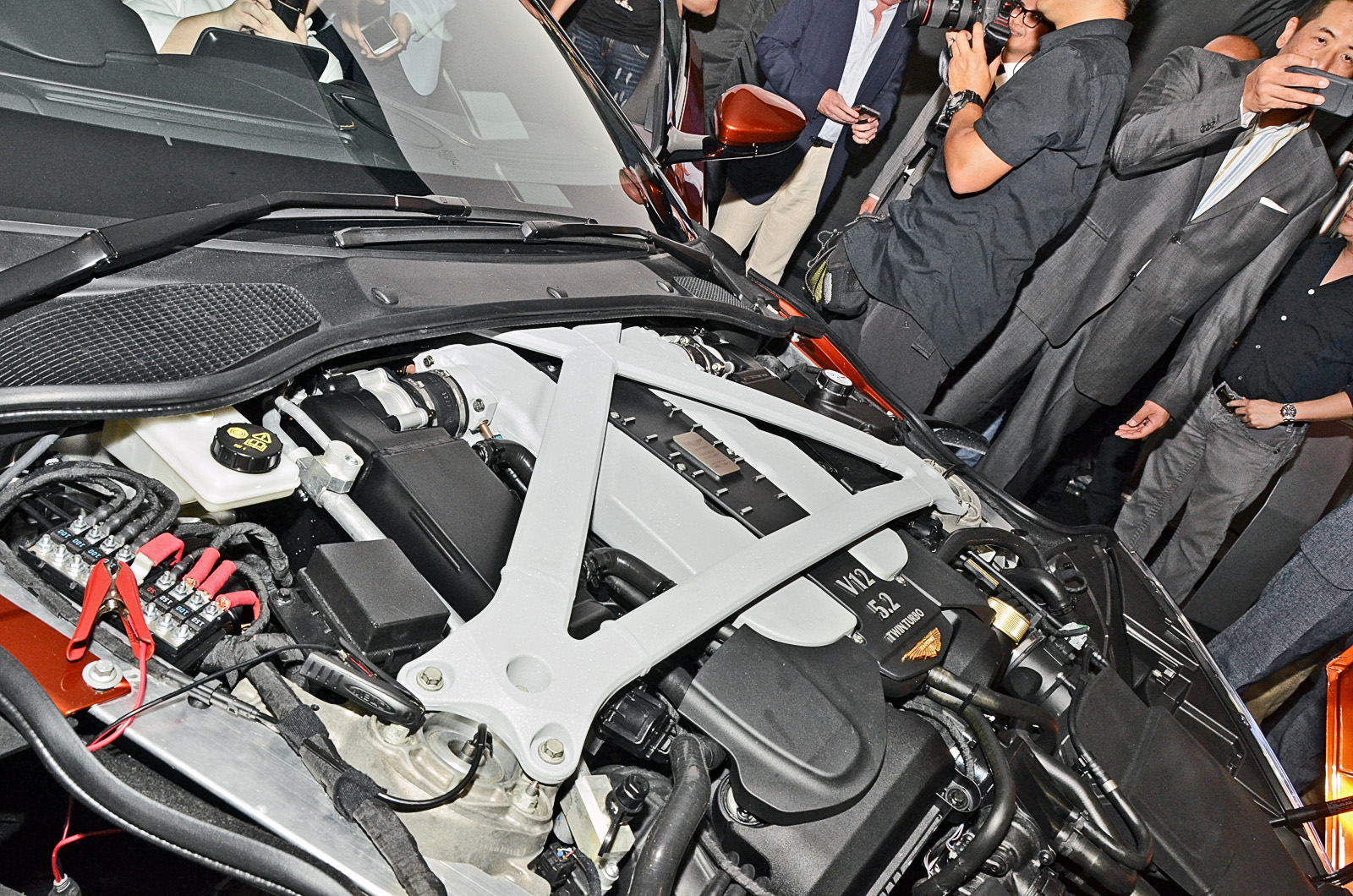
Moteur de l'Aston Martin DB11.

#### V12
À sa sortie, l'Aston Martin DB11 utilise un nouveau moteur, développé par Aston Martin : un 12-cylindres en V de 5.2 litres de cylindrée, suralimenté par deux turbocompresseurs, et placé à l'avant. L'ensemble produit 608 ch à 6 500 tr/min et 700 N m de couple de 1 500 à 5 000 tr/min dans la DB11 V12, puissance qui passe à 639 ch dans l'AMR. Ce moteur dispose d'un système de cylindres sur demande : ainsi, le moteur fonctionne avec 6 cylindres tant qu'un couple inférieur à 250 N m est demandé. Dans ce mode, le moteur alterne entre les 2 bancs pour éviter aux catalyseurs de se refroidir. Il est également doté d'un système Stop and Start afin de faire baisser la consommation.
Comme le V12 5.9 de la DB9, ce nouveau moteur est fabriqué dans l'usine Ford de Cologne. Le premier exemplaire fabriqué est sorti des lignes de production le 20 juin 2016.
Il s'agit du premier moteur turbocompressé de la marque. Le V12 est associé à une boîte de vitesses automatique à 8 rapports d'origine ZF commandée par des palettes au volant, et propose 3 modes de conduite : GT, Sport et Sport Plus.

#### V8
Un an après la présentation de la DB11 à moteur V12, en juin 2017, Aston Martin présente la DB11 V8. Provenant de son partenaire Mercedes-AMG, ce moteur V8 est le même que celui de l'AMG-GTS. D'une cylindrée de 4 litres, doté de 2 turbocompresseurs, de 32 soupapes et d'une injection directe d'essence, il délivre 510 ch à 6 250 tr/min et 675 N m de couple. La version V8 perd ainsi 98 ch par rapport à la V12 mais elle s'allège de 115 kg sur la balance et gagne une meilleure répartition des masses grâce à la disposition centrale avant de son moteur.
Seules les jantes et le capot avant différencient la DB11 V12 de la V8.

### Transmission
La puissance du moteur est transmise aux roues arrière : c'est une propulsion. La voiture est équipée d'un rouage à propulsion et d'un différentiel à glissement limité.
Quand le besoin s'en fait sentir, le système Torque Vectoring permet d'améliorer la motricité en sortie de courbe sans avoir d'effet « patinage », en agissant sur le frein de la roue arrière intérieure (celle-ci parcourant une moins grande distance dans les courbes). Ce système peut aussi agir sur la dureté de la suspension pour garantir une plus grande agilité.

### Structure
La DB11 repose sur une nouvelle plate-forme en aluminium. Par rapport à la DB9, elle permet un allègement de 40 kg et une rigidité accrue de 25 %.
En termes d'aérodynamique, elle inaugure le système Aeroblade : l'air entre à travers la calandre et le système le canalise sur les flancs et l'achemine à travers le couvercle du coffre, ce qui, selon la marque, permet d'augmenter l'appui au sol et la stabilité de la voiture, et qui éliminerait le besoin d'un aileron. Cependant, la voiture est quand même doté d'un aileron, qui se déploie à partir de 160 km/h.

### Suspension
La DB11 est équipée d'une suspension adaptative avec trois niveaux d'amortissement : Confort, Sport et Sport Plus.

### Performances
La DB11 V12 abat le 0 à 100 km/h en 3,9 s pour une vitesse maximale est de 322 km/h, quand la DB11 V8 demande 4,0 s sur le même exercice et pointe à 301 km/h. Avec la DB11 AMR, Aston Martin augmente encore d'un cran le niveau de performance de la plateforme avec un 0-100 km/h abattu en 3,7 s et une vitesse maximale de 335 km/h. C'est jusque là le véhicule 4 places le plus rapide produit par la marque.

## Versions

### DB11 Q
Aston Martin dévoile une version exclusive de sa DB11 au salon de Genève 2017, la DB11 Q issue du programme de personnalisation de la marque. Elle est dotée d'une peinture Zaffire Blue, que l'on trouve aussi sur les jantes et des éléments de sellerie.

### DB11 AMR
Aston Martin présente en Mai 2018 un nouveau modèle, venant remplacer la précédente DB11 V12. Maintenant fort de 639 chevaux, le V12 propulse la DB11 AMR de 0 à 100km/h en seulement 3,7s avant d'atteindre la vitesse maximale de 335km/h, faisant d'elle la 4 places la plus rapide produite par Aston-Martin à ce jour.

## Série limitée
- DB11 Shadow : limitée à 300 exemplaires[12].